# قياس دوبلر لسرعة التدفق المستوي
قياس دوبلر لسرعة التدفق المستوي ((بالإنجليزية: Planar Doppler velocimetry PDV)‏)، والذي يُشار إليه أيضًا باسم قياس دوبلر العالمي للسرعة (Doppler Global Velocimetry DGV)، هو قياس يُحدد سرعة تدفق مادةٍ ما عبر المستوى عن طريق قياس تحول دوبلر في تردد الضوء المنتشر بواسطة الجسيمات الموجودة في المادة المتدفقة. حيث أن إزاحة دوبلر Doppler shift، Δf d ، مرتبطة بسرعة السائل المتدفق. فمن خلال رصد التحول الترددي frequency shift الصغير نسبيًا (في حدود 1 جيجا هيرتز) يمكن التمييز بين الإشعاع الكهرومغناطيسي باستخدام مُرشح بخار ذري أو جزيئي. هذا النهج مماثل من الناحية المفاهيمية لما يُعرف الآن باسم التشتت الرايلي المفلتر.

## معدات القياس
حتى الآن، يتكون جهاز قياس دوبلر لسرعة التدفق المستوي PDV من مكون واحد نموذجي لـ الليزر Nd:YAG ذو البذور المحقونة النبضية pulsed injection-seeded، وكاميرا CCD واحدة أو اثنتين من التي تُستخدم في الأغراض العلمية، ومرشح اليود الجزيئي. يُستخدم الليزر لإضاءة مستوى التدفق باستخدام خط ضوء طيفي ضيق. ثم بعد ذلك يجري تقسيم الضوء المبعثر المتحول بواسطة دوبلر إلى مسارين باستخدام مُقسم الشعاع ويجري تصويره بواسطة الكاميرا (أو الكاميرات). وبهذه الطريقة، يمكن قياس الامتصاص المطلق للضوء المبعثر، أثناء مروره عبر خلية اليود الموضوعة في أحد مسارات الشعاع، في كل موقع مكاني داخل مستوى الجسم. بالنسبة للتشتت بواسطة جسيمات كبيرة نسبيًا (أي تشتت مي Mie scattering)، فإن هذا الامتصاص يعتمد على سرعة الجسيم particle velocity فقط. أمكن تطوير خوارزميات مُعايَرة دقيقة ورسم خرائط للصور لتصل دقة قياس السرعة بهذه الطريقة إلى ~1-2 م/ث. يمكن العثور على مزيد من التفاصيل حول تاريخ طريقة قياس دوبلر لسرعة التدفق المستوي PDV وطريقة تطبيقه والتطورات الأخيرة في مقالات المراجعة الشاملة التي كتبها إليوت وبيوتنر (1999) وساميمي وويرنت (2000).

## نقاط قوة القياس
تعتبر تقنية قياس دوبلر لسرعة التدفق المستوي PDV مناسبة جدًا لقياسات التدفق عالية السرعة، خاصةً عندما يكون هناك مخاوف بشأن تلقيح الجسيمات الذي يجعل تقنية قياس سرعة التدفق من خلال تصوير الجسيمات (Particle image velocimetry PIV) غير عملية. على الرغم من أن تقنية قياس دوبلر PDV تتطلب من الجسيمات تشتيت الضوء، ففليس هناك حاجة لتصوير الجسيمات الفردية، مما يسمح باستخدام جزيئات بذور أصغر بكثير ويجعل القياسات أقل حساسية لكثافة بذور الجسيمات. على سبيل المثال، في بعض مرافق التدفق فوق الصوتي غير المدفأة، من الممكن استخدام تكثيف البخار، مثل الماء أو الأسيتون أو الإيثانول، لإنتاج جزيئات البذور في التدفق. وقد جري تقدير الجسيمات المتكونة باستخدام هذه الطريقة، المعروفة باسم تكوين المنتج product formation، بقُطر يبلغ قرابة 50 ميكرومترًا.
على عكس طريقة قياس سرعة التدفق من خلال تصوير الجسيمات PIV، فإن طريقة دوبلر للقياس PDV تتطلب صورة واحدة فقط لمجال التدفق. يمكن التقاط هذه الصورة على مدى فترة طويلة (نسبة إلى مقاييس أوقات الخصائص داخل التدفق) لإنتاج صور ذات متوسط زمني أو بدلاً من ذلك باستخدام نبضة ليزر واحدة (حوالي 10 نانوثانية) للحصول على قياس لسرعات التدفق اللحظية. إن مدة نبضة الليزر الواحدة أقصر بمقدار مرتبة أُسية واحدة على الأقل من فترات فصل النبضات المستخدمة داخل قياس سرعة التدفق من خلال تصوير الجسيمات PIV. تتيح هذه الميزة في قياس دوبلر PDV تحسين دقة انقطاعات السرعة الحادة مثل موجات الصدمة.
بالإضافة إلى ذلك، يتمتع قياس دوبلر PDV بدقة أعلى بطبيعته من قياس سرعة التدفق من خلال تصوير الجسيمات PIV (حيث يجري استخدام مناطق فرعية صغيرة من الصورة لتحديد السرعة عادةً 16 × 16 بكسل) ويمكن الحصول على قياس السرعة لكل بكسل داخل صورة التدفق. ومع ذلك ، وخاصة في حالة القياس اللحظي باستخدام قياس دوبلر PDV، يُستخدم بعض تجميع وحدات البكسل للتخفيف من التأثيرات الضارة لبقع الليزر وتحسين نسبة الإشارة إلى الضوضاء.

## نقاط ضعف القياس
إن الضعف الرئيسي في طريقة قياس دوبلر لسرعة التدفق المستوي PDV هو الإعداد البصري المعقد المطلوب تنفيذه للحصول على قياسات دقيقة. فهناك حاجة لالتقاط صورتين (صورة للإشارة وأخرى للمرجع) لكل مكون من مكونات السرعة، وهو ما يتطلب عادةً استخدام كاميرتين. لذلك، يتطلب الحصول على جميع مكونات السرعة الثلاثة الاستخدام المتزامن لما يصل إلى ست كاميرات معًا، على الرغم من أن العمل الأخير الذي أجراه شاريت وآخرون (2006) وهوكس وآخرون (2004) جعل من الممكن بشكل تدريجي تقليل عدد الكاميرات المطلوبة من ست كاميرات إلى كاميرا واحدة. بالإضافة إلى ذلك، يجب أن يكون الليزر المستخدم في القياسات ذو عرض خطي ضيق، وهو ما يجري عادةً عن طريق حقن تجويف الليزر laser cavity. حتى مع عملية البذر، قد يتقلب تردد الليزر مع الوقت ويجب مراقبته. وهذا يضيف تعقيدًا إضافيًا إلى إعداد التجربة للقياس. على الرغم من استخدام أنظمة قياس دوبلر لسرعة التدفق المستوي PDV في العديد من المختبرات، إلا أنها ما زالت غير متاحة تجاريًا بعد، وقد تكون باهظة الثمن (بسبب المعدات، ومعالجة البيانات، والخبرة المطلوبة، والعمالة، وما إلى ذلك) إذا جرى بناؤها من الصفر.

## روابط خارجية
- http://www.psp-tsp.com/pdv/